# Municipio de Mark (Estados Unidos)
El municipio de Mark (en inglés: Mark Township) es un municipio ubicado en el condado de Defiance en el estado estadounidense de Ohio. En el año 2010 tenía una población de 908 habitantes y una densidad poblacional de 9,57 personas por km².

## Geografía
El municipio de Mark se encuentra ubicado en las coordenadas 41°17′47″N 84°37′52″O / 41.29639, -84.63111. Según la Oficina del Censo de los Estados Unidos, el municipio tiene una superficie total de 94.91 km², de la cual 94,91 km² corresponden a tierra firme y (0 %) 0 km² es agua.

## Demografía
Según el censo de 2010, había 908 personas residiendo en el municipio de Mark. La densidad de población era de 9,57 hab./km². De los 908 habitantes, el municipio de Mark estaba compuesto por el 98,13 % blancos, el 0,11 % eran afroamericanos, el 0,33 % eran asiáticos, el 0,99 % eran de otras razas y el 0,44 % eran de una mezcla de razas. Del total de la población el 3,19 % eran hispanos o latinos de cualquier raza.